# Лиляк
Лиляк (болг. Лиляк) — село в Болгарии. Находится в Тырговиштской области, входит в общину Тырговиште. Население составляет 1280 человек (2022).

## Политическая ситуация
В местном кметстве Лиляк, в состав которого входит Лиляк, должность кмета (старосты) исполняет Пенка Иванова Пенева-Испорска (коалиция в составе 2 партий: Федерация Активного Гражданского Общества (ФАГО) и политический клуб «Экогласность») по результатам выборов правления кметства.
Кмет (мэр) общины Тырговиште — Красимир Митев Мирев (инициативный комитет) по результатам выборов в правление общины.